# 是隆路

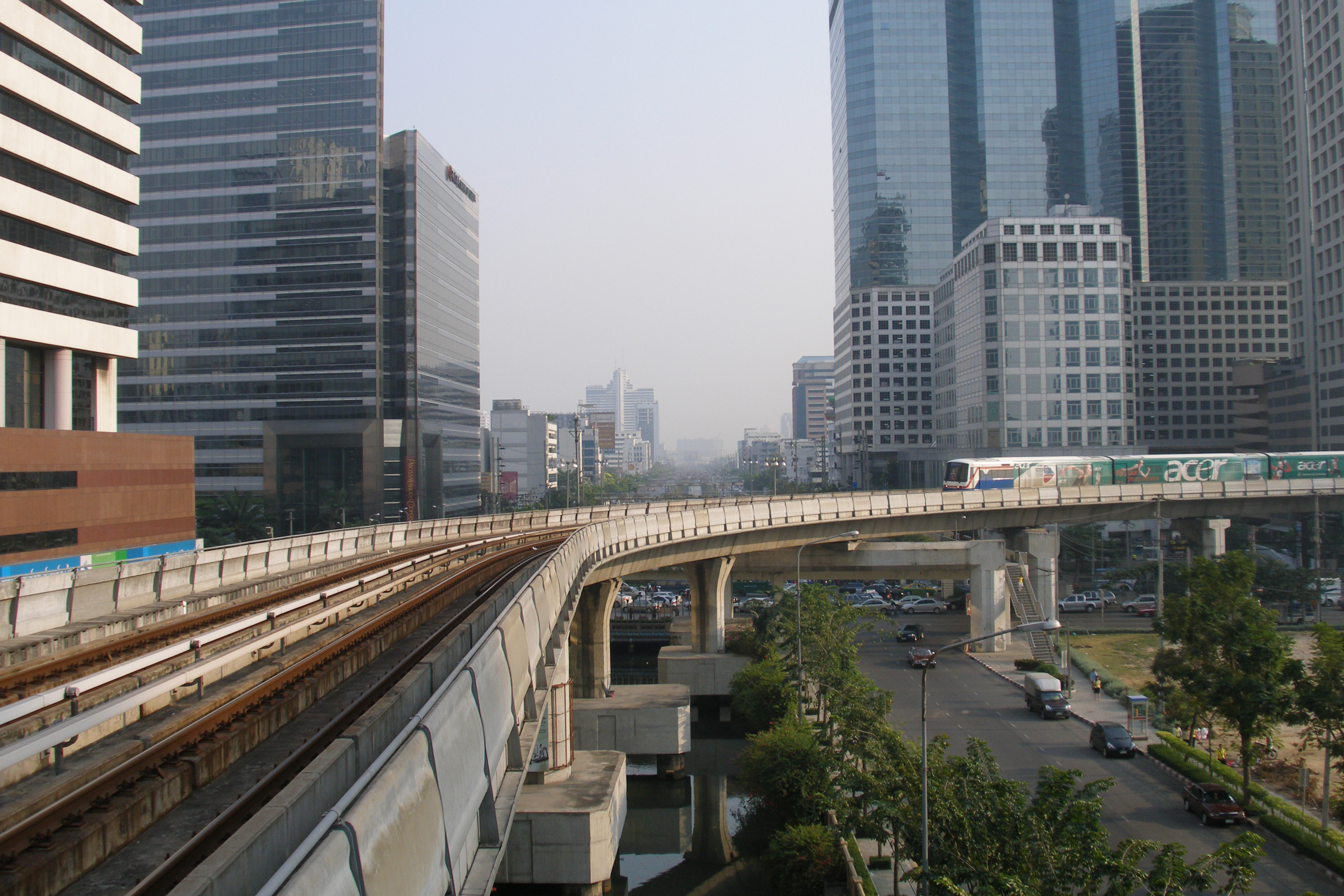
曼谷集体运输系统的沙拉登站

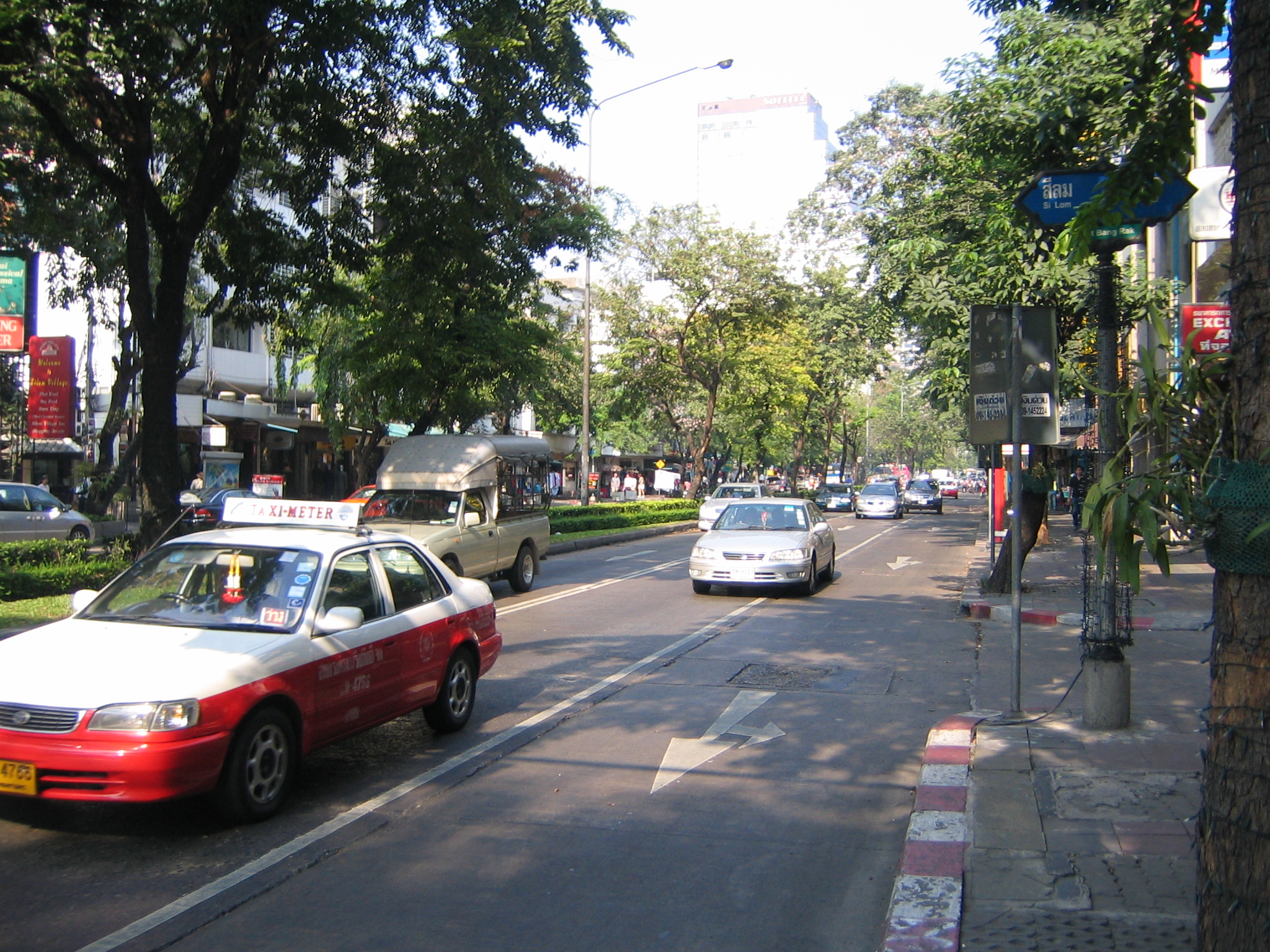
席隆路

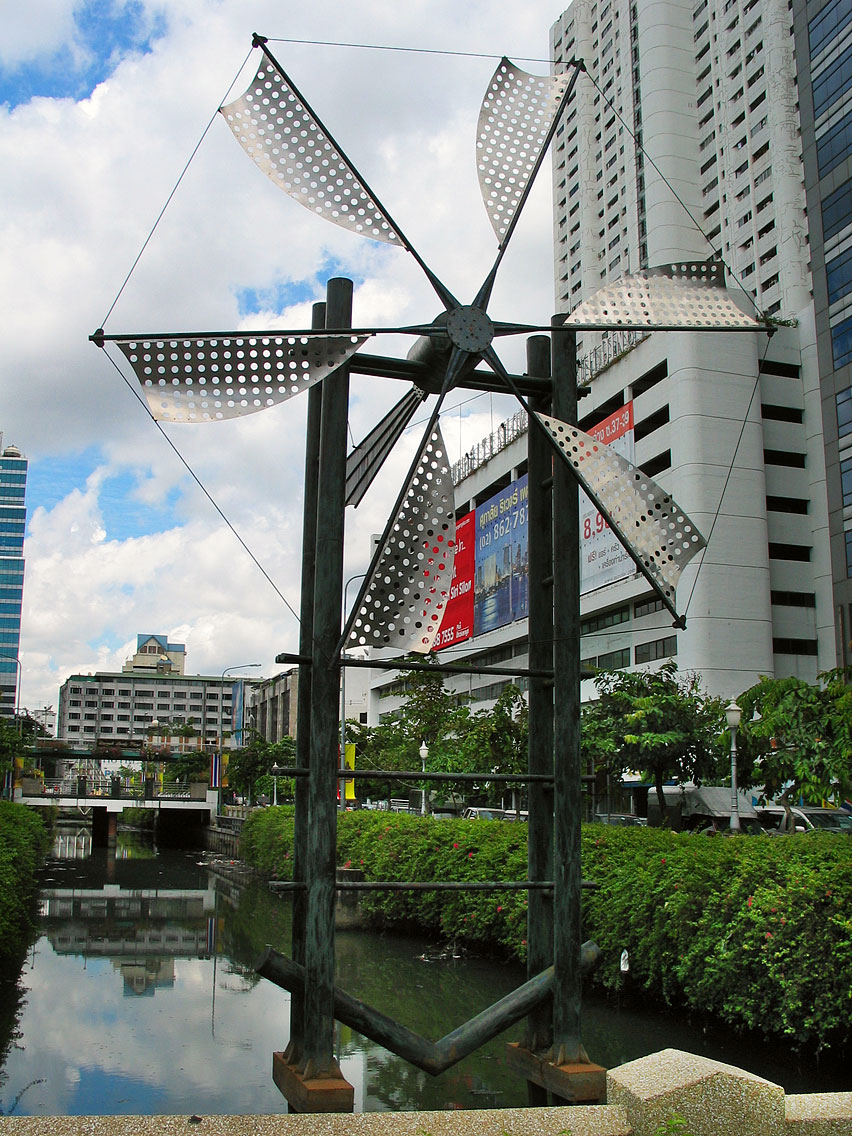
是隆路的风车雕塑

是隆路位于泰国首都曼谷的挽叻縣，在1851年建造作为堤坝及灌溉系统的一部分，現在它已成為曼谷最國際化的街道之一，並且是主要的金融中心，它是一些大型商業機構公司在泰國的總部。例如：卜蜂集团、盤谷銀行，以及一些保險公司及證券行，因此被稱為泰國的華爾街。此街還提供了相當廣泛的夜生活場所，從街頭購物、脫衣舞場等；席隆路的著名橫街有帕蓬街（Patpong）及塔妮亚街（Thaniya，渾號「小東京」）。
它與沙吞路平行，合組成為曼谷的核心商業區 ，因此導致嚴重交通堵塞。
曼谷地鐵的席隆车站位於與拉玛四世路交界處；可與曼谷集體運輸系統席隆線的沙拉鈴車站轉乘。
13°43′29″N 100°31′26″E / 13.7248357433°N 100.524001121°E